# Fosforan żelaza(II)
Fosforan żelaza(II), nazwa Stocka: fosforan(V) żelaza(II), Fe
3(PO
4)
2 – nieorganiczny związek chemiczny z grupy fosforanów, sól kwasu fosforowego i żelaza na II stopniu utlenienia. Występuje w postaci minerału wiwianitu jako oktahydrat, Fe
3(PO
4)
2·8H
2O.
Można go otrzymać, strącając sole żelaza(II) fosforanami litowców lub amonu.